# Karl-Heinz Zwiebler
Karl-Heinz Zwiebler (* 26. Juli 1951 in Bonn) ist ein deutscher Badmintonspieler.

## Karriere
Karl-Heinz Zwiebler begann das Badmintonspielen beim DJK Don Bosco Beuel und wechselte 1971 zum 1. BC Beuel, mit dem er 1981, 1982 und 1983 die deutsche Mannschaftsmeisterschaft gewann. 1978 und 1984 wurde er Meister im Doppel. 1979 holte er sich zwei Titel bei den French Open. Bereits 1976 hatte er die Belgian International gewonnen. Außerdem war Zwiebler von 2008 bis 2020 Vizepräsident des Deutschen Badminton-Verbandes.

## Leben
Zwiebler studierte nach dem Abitur Germanistik und Sportwissenschaft an der Rheinischen Friedrich-Wilhelms-Universität Bonn und arbeitete als Lehrer für Deutsch und Sport am Clara-Schumann-Gymnasium.
Er ist verheiratet mit Eva-Maria Zwiebler, hat zwei Kinder, darunter den Badmintonspieler Marc Zwiebler, und lebt in Beuel.

## Sportliche Erfolge
| Saison    | Veranstaltung                     | Disziplin    | Platz | Name |
| --------- | --------------------------------- | ------------ | ----- | --- |
| 1968/1969 | Deutsche Einzelmeisterschaft U18  | Herrendoppel | 1     | Karl-Heinz Zwiebler / Manfred Huhn (DJK Don Bosco Beuel) |
| 1971/1972 | Deutsche Mannschaftsmeisterschaft | Mannschaft   | 2     | 1. BC Beuel (Roland Maywald, Alfred Kreutzberg, Karl-Heinz Zwiebler, Reiner Wodey, Reinhard Wolber, Marieluise Wackerow, Eva-Maria Kranz, Helga Maywald)              |
| 1972/1973 | Deutsche Einzelmeisterschaft U22  | Herreneinzel | 1     | Karl-Heinz Zwiebler (1. BC Beuel) |
| 1972/1973 | Deutsche Einzelmeisterschaft U22  | Mixed        | 2     | Karl-Heinz Zwiebler / Eva Maria Kranz (1. BC Beuel) |
| 1972/1973 | Deutsche Mannschaftsmeisterschaft | Mannschaft   | 2     | 1. BC Beuel (Roland Maywald, Alfred Kreutzberg, Karl-Heinz Zwiebler, Reiner Wodey, Reinhard Wolber, Marieluise Zizmann, Eva-Maria Kranz, Helga Maywald)               |
| 1973/1974 | Deutsche Mannschaftsmeisterschaft | Mannschaft   | 2     | 1. BC Beuel (Roland Maywald, Karl-Heinz Zwiebler, Alfred Kreutzberg, Reiner Wodey, Reinhold Wolber, Rolf Zizmann, Marieluise Zizmann, Eva-Maria Kranz, Helga Maywald) |
| 1974/1975 | Deutsche Mannschaftsmeisterschaft | Mannschaft   | 2     | 1. BC Beuel (Roland Maywald, Karl-Heinz Zwiebler, Alfred Kreutzberg, Reiner Wodey, Rolf Zizmann, Marieluise Zizmann, Eva-Maria Kranz)                                 |
| 1975/1976 | Deutsche Einzelmeisterschaft      | Herreneinzel | 3     | Karl-Heinz Zwiebler (1. BC Beuel) |
| 1975/1976 | Deutsche Mannschaftsmeisterschaft | Mannschaft   | 2     | 1. BC Beuel (Roland Maywald, Karl-Heinz Zwiebler, Reiner Wodey, Rolf Zizmann, Marieluise Zizmann, Eva-Maria Kranz)                                                    |
| 1976      | Belgian International             | Herreneinzel | 1     | Karl-Heinz Zwiebler |
| 1977/1978 | Deutsche Einzelmeisterschaft      | Herrendoppel | 1     | Roland Maywald / Karl-Heinz Zwiebler (1. BC Beuel) |
| 1977/1978 | Deutsche Einzelmeisterschaft      | Herreneinzel | 2     | Karl-Heinz Zwiebler (1. BC Beuel) |
| 1978      | Czechoslovakian International     | Mixed        | 1     | Karl-Heinz Zwiebler / Eva-Maria Zwiebler |
| 1978/1979 | Deutsche Einzelmeisterschaft      | Herreneinzel | 2     | Karl-Heinz Zwiebler (1. BC Beuel) |
| 1979      | French Open                       | Mixed        | 1     | Karl-Heinz Zwiebler / Ingrid Morsch |
| 1979      | French Open                       | Herrendoppel | 1     | Roland Maywald / Karl-Heinz Zwiebler |
| 1979/1980 | Deutsche Einzelmeisterschaft      | Herreneinzel | 2     | Karl-Heinz Zwiebler (1. BC Beuel) |
| 1979/1980 | Deutsche Einzelmeisterschaft      | Herrendoppel | 1     | Roland Maywald / Karl-Heinz Zwiebler (1. BC Beuel) |
| 1980/1981 | Deutsche Einzelmeisterschaft      | Herrendoppel | 1     | Roland Maywald / Karl-Heinz Zwiebler (1. BC Beuel) |
| 1980/1981 | Deutsche Mannschaftsmeisterschaft | Mannschaft   | 1     | 1. BC Beuel (Karl-Heinz Zwiebler, Roland Maywald, Reiner Wodey, Gary Scott, Dieter Tholen, Marieluise Zizmann, Eva-Maria Zwiebler)                                    |
| 1981/1982 | Deutsche Einzelmeisterschaft      | Herrendoppel | 3     | Roland Maywald / Karl-Heinz Zwiebler (1. BC Beuel) |
| 1981/1982 | Deutsche Einzelmeisterschaft      | Herreneinzel | 3     | Karl-Heinz Zwiebler (1. BC Beuel) |
| 1981/1982 | Deutsche Mannschaftsmeisterschaft | Mannschaft   | 1     | 1. BC Beuel (Karl-Heinz Zwiebler, Roland Maywald, Reiner Wodey, Gary Scott, Wolfgang Schneider, Frank Thiel, Marieluise Zizmann, Eva-Maria Zwiebler)                  |
| 1982/1983 | Deutsche Mannschaftsmeisterschaft | Mannschaft   | 1     | 1. DBC Bonn (Karl-Heinz Zwiebler, Roland Maywald, Gerhard Treitinger, Harald Klauer, Gabriele Splett, Eva-Maria Zwiebler)                                             |
| 1983/1984 | Deutsche Einzelmeisterschaft      | Herrendoppel | 1     | Roland Maywald / Karl-Heinz Zwiebler (1. DBC Bonn) |
| 1983/1984 | Deutsche Mannschaftsmeisterschaft | Mannschaft   | 3     | 1. DBC Bonn (Karl-Heinz Zwiebler, Roland Maywald, Harald Klauer, Rolf Walbrück, Axel Schönfelder, Gaby Splett, Eva-Maria Zwiebler, Dorett Hökel)                      |
| 1984/1985 | Deutsche Mannschaftsmeisterschaft | Mannschaft   | 2     | 1. DBC Bonn (Karl-Heinz Zwiebler, Roland Maywald, Harald Klauer, Hartmann, Eva-Maria Zwiebler, Dorett Hökel)                                                          |
| 1984/1985 | Deutsche Einzelmeisterschaft      | Herrendoppel | 2     | Roland Maywald / Karl-Heinz Zwiebler (1. BC Beuel) |
| 1985/1986 | Deutsche Mannschaftsmeisterschaft | Mannschaft   | 2     | 1. DBC Bonn (Karl-Heinz Zwiebler, Harald Klauer, Armin Hartmann, Jörg Diehl, Eva-Maria Zwiebler, Dorett Hökel)                                                        |
| 1987/1988 | Deutsche Einzelmeisterschaft O35  | Mixed        | 1     | Karl-Heinz Zwiebler / Eva-Maria Zwiebler (1. BC Beuel) |
| 1987/1988 | Deutsche Einzelmeisterschaft O32  | Herrendoppel | 1     | Roland Maywald / Karl-Heinz Zwiebler (1. BC Beuel) |
| 1987/1988 | Deutsche Einzelmeisterschaft O32  | Herreneinzel | 2     | Karl-Heinz Zwiebler (1. BC Beuel) |
| 1988/1989 | Deutsche Einzelmeisterschaft O32  | Mixed        | 1     | Karl-Heinz Zwiebler / Eva-Maria Zwiebler (1. BC Beuel) |
| 1988/1989 | Deutsche Einzelmeisterschaft O32  | Herrendoppel | 1     | Roland Maywald / Karl-Heinz Zwiebler (1. BC Beuel) |
| 1989/1990 | Deutsche Einzelmeisterschaft O32  | Herrendoppel | 1     | Roland Maywald / Karl-Heinz Zwiebler (1. BC Beuel) |
| 1989/1990 | Deutsche Einzelmeisterschaft O32  | Mixed        | 1     | Karl-Heinz Zwiebler / Eva-Maria Zwiebler (1. BC Beuel) |
| 1990/1991 | Deutsche Einzelmeisterschaft O32  | Mixed        | 1     | Karl-Heinz Zwiebler / Eva-Maria Zwiebler (1. BC Beuel) |
| 1991/1992 | Deutsche Einzelmeisterschaft O40  | Herrendoppel | 1     | Roland Maywald / Karl-Heinz Zwiebler (1. BC Beuel) |
| 1991/1992 | Deutsche Einzelmeisterschaft O40  | Herreneinzel | 1     | Karl-Heinz Zwiebler (1. BC Beuel) |
| 1991/1992 | Deutsche Einzelmeisterschaft O32  | Mixed        | 1     | Karl-Heinz Zwiebler / Eva-Maria Zwiebler (1. BC Beuel) |
| 1993/1994 | Deutsche Einzelmeisterschaft O40  | Herrendoppel | 1     | Roland Maywald / Karl-Heinz Zwiebler (1. BC Beuel) |
| 1993/1994 | Deutsche Einzelmeisterschaft O40  | Herreneinzel | 1     | Karl-Heinz Zwiebler (1. BC Beuel) |
| 1993/1994 | Deutsche Einzelmeisterschaft O40  | Mixed        | 2     | Karl-Heinz Zwiebler / Eva-Maria Zwiebler (1. BC Beuel) |
| 1994/1995 | Deutsche Einzelmeisterschaft O40  | Herreneinzel | 1     | Karl-Heinz Zwiebler (1. BC Beuel) |
| 1994/1995 | Deutsche Einzelmeisterschaft O40  | Herrendoppel | 1     | Roland Maywald / Karl-Heinz Zwiebler (1. BC Beuel) |
| 1995/1996 | Deutsche Einzelmeisterschaft O40  | Herrendoppel | 2     | Roland Maywald / Karl-Heinz Zwiebler (1. BC Beuel) |
| 1995/1996 | Deutsche Einzelmeisterschaft O40  | Mixed        | 2     | Karl-Heinz Zwiebler / Eva-Maria Zwiebler (1. BC Beuel) |
| 1995/1996 | Deutsche Einzelmeisterschaft O40  | Herreneinzel | 2     | Karl-Heinz Zwiebler (1. BC Beuel) |
| 1996/1997 | Deutsche Einzelmeisterschaft O45  | Herreneinzel | 1     | Karl-Heinz Zwiebler (1. BC Beuel) |
| 1996/1997 | Deutsche Einzelmeisterschaft O45  | Herrendoppel | 1     | Roland Maywald / Karl-Heinz Zwiebler (1. BC Beuel) |
| 1996/1997 | Deutsche Einzelmeisterschaft O40  | Mixed        | 1     | Karl-Heinz Zwiebler / Eva-Maria Zwiebler (1. BC Beuel) |

## Referenzen
- Martin Knupp: Deutscher Badminton Almanach, Eigenverlag/Deutscher Badminton-Verband (2003), 230 Seiten
- Gespräch am Wochenende - Karl-Heinz Zwiebler: „Wir sind eine Badminton-Familie“, General-Anzeiger, 21. November 2020

| Personendaten    | Personendaten              |
| ---------------- | -------------------------- |
| NAME             | Zwiebler, Karl-Heinz       |
| KURZBESCHREIBUNG | deutscher Badmintonspieler |
| GEBURTSDATUM     | 26. Juli 1951              |
| GEBURTSORT       | Bonn                       |